# Me and Juliet
Me and Juliet là một vở nhạc kịch hài của Richard Rodgers (viết âm nhạc) và Oscar Hammerstein II (viết lời bài hát và sách) và lần hợp tác thứ 6 của họ. Công việc kể lại một câu chuyện tình lãng mạn sau sân khấu với 1 bản nhạc kịch dài: trợ lý quản lý sân khấu Larry tán tỉnh cô gái hát điệp khúc Jeanie ngay sau lưng bạn trai cô, thợ điện Bob. Me and Juliet ra mắt vào năm 1953 và không được thành công, mặc dù nó đã nó đã xuất hiện nhiều lần trong năm đó trên Broadway và thu được một số tiền nhỏ cho những người ủng hộ nó.
Rodgers từ lâu đã muốn viết một vở kịch về những diễn viên sau hậu trường tại một nhà hát. Sau khi Rodgers và Hammerstein cho ra mắt  một tác phẩm nổi tiếng The King and I vào năm 1951, Rodgers đề xuất dự án hậu trường cho đối tác của mình. Hammerstein là người không nhiệt tình, suy nghĩ khá tầm thường, nhưng vẫn đồng ý làm dự án. Vở kịch yêu cầu phải có máy móc phức tạp, được thiết kế bởi Jo Mielziner, để khán giả có thể xem hết các cảnh hành động, không chỉ trên sân khấu,  mà còn trong câu chuyện đang diễn ra trong câu chuyện (Câu chuyện trong một câu chuyện khác) (còn được đặt tên là Me and Juliet) đang diễn ra, nhưng ở cánh ngà và trên cây cầu ánh sáng (cao phía trên sân khấu, nơi các kỹ thuật viên ánh sáng điều chỉnh ánh sáng cho sân khấu) nữa.
Khi Me and Juliet bắt đầu biểu diễn thử tại Cleveland, bộ đôi nhận ra rằng đã có vấn đề với các cốt truyện và dàn dựng. Các bản sửa đổi mở rộng trong thời gian còn lại ở Cleveland và Boston tryouts đã không khắc phục được những sai sót với cốt truyện, khiến các nhà phê bình coi là tác phẩm này yếu và nhàm chán. Buổi biểu diễn đã hoàn thành với các đánh giá không mấy thuận lợi, mặc dù dàn dựng của Mielziner đã giành được sự khen ngợi từ khán giả và các nhà phê bình. Chương trình đã kết thúc khi nó đã cạn kiệt khoản tiền tạm ứng. Theo Bill Hayes, ngôi sao của chương trình trong cuốn tự truyện của ông ấy Like Sands Through the Hourglass được xuất bản năm 2005 ông đã nói 'Chúng tôi đã thực hiện gần năm trăm buổi biểu diễn, tất cả đều được bao trọn. Chi phí sản xuất đã được trả hết và lợi nhuận đã được đưa vào R & H. Vì vậy, mặc dù không phải cùng một thể loại như 5 câu chuyện được chuyển thể thành phim - Oklahoma !, Carousel, Nam Thái Bình Dương, The King and I và The Sound of Music - buổi biểu diễn của chúng tôi phải được coi là một thành công. Ngoại trừ một thời gian ngắn ở Chicago không có tour du lịch quốc gia, và buổi biểu diễn lúc đó gần như không được tổ chức. Một sản phẩm quy mô nhỏ đã được biểu diễn tại Nhà hát Finborough ở Luân Đôn vào năm 2010.

## Sự khởi đầu

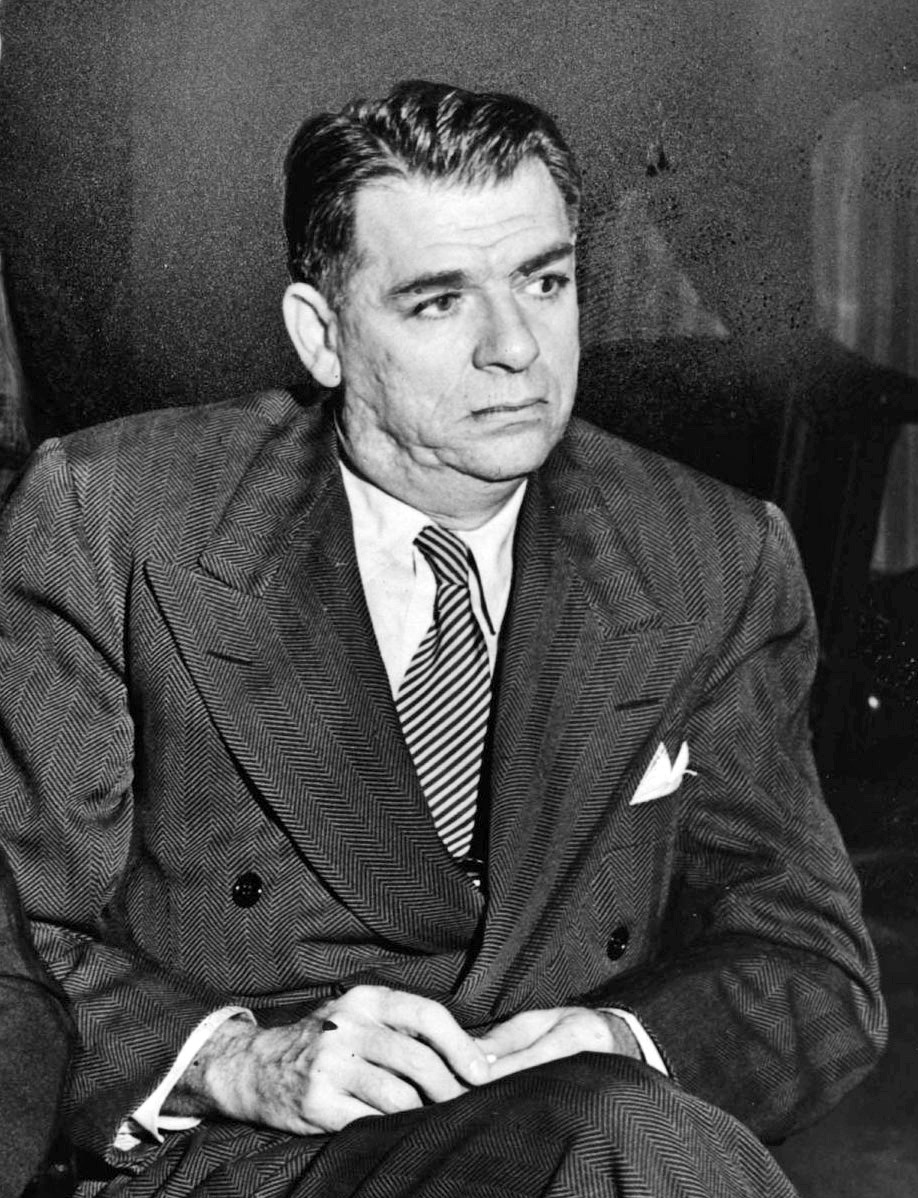
Oscar Vở II

Vở kịch Me and Juliet gốc  được sáng tác trong những ngày đầu của mối quan hệ giữa Rodgers và Hammerstein. Nhạc kịch Oklahoma! ra mắt vào năm 1943, đó là công việc đầu tiên của Rodgers và Hammerstein cùng với một hit lớn. Ngay sau khi Oklahoma! được công chiếu, Rodgers bắt đầu xem xét ý tưởng về một vở nhạc kịch lấy bối cảnh ở hậu trường tại một nhà hát. Việc sản xuất có thể khám phá các khu vực khác nhau của thế giới hậu trường. Rodgers cũng xem đây là cơ hội để viết một vở hài kịch thuần túy, không có những chủ đề nghiêm túc đã đánh dấu những tác phẩm đầu tiên của họ - chẳng hạn như chi tiết đánh vào nạn phân biệt chủng tộc ở Nam Thái Bình Dương và sự khoan dung trong văn hóa trong The King và I..
Ban đầu, Hammerstein không có hứng thú, nghĩ rằng vấn đề này không quan trọng, nhưng Rodgers đã giải thích rất cặn kẽ với đối tác của ông ấy. Đến lượt Hammerstein để trao niềm tin của cho đối tác của mình; Rodgers đã đồng ý với dự án và hoàn nhạc vở nhạc kịch Allegro năm 1947, thất bại ban đầu của họ, dưới áp lực từ Hammerstein, người từ lâu đã mơ ước làm một vở nhạc kịch nghiêm túc về một người bình thường. Theo Stephen Sondheim,  một người bảo trợ của Hammerstein, "Oscar đã có thể giữ quan hệ đối tác với nhau bằng cách lấy đề xuất của Dick [cho một vở nhạc kịch về hậu trường], mà anh ta không muốn làm." Khi hai người thảo luận về ý tưởng hậu trường, Hammerstein trở nên nhiệt tình hơn, gợi ý rằng chương trình bắt đầu với sân khấu hoàn toàn trống rỗng, như thể khán giả đã không đến vào thời gian biểu diễn mà vào một thời điểm khác trong ngày. Ngày nay những hiệu ứng như vậy rất nổi tiếng sau sự thành công của "backstagers" khác như A Chorus Line; vào đầu những năm 1950, chúng chưa được thực hiện và mới lạ.
Hai người đã thảo luận về vấn đề này tại 1 cuộc họp vào đầu năm 1952 ở Palm Beach, Florida, nơi Rodgers đi nghỉ mát khi ông đang sáng tác nhạc cho phim tài liệu truyền hình Victory at Sea. Rodgers được gợi ý là nên chia nhỏ phần mở đầu của vở kịch, và để phần đó lại cho phần mở đầu của the show-within-the show (câu chuyện trong 1 câu chuyện). Một cuộc họp khác diễn ra vào giữa năm 1952,  họ đã kêu gọi Rodgers và Hammerstein nhà thiết kế sân khấu Jo Mielziner và thuê ông dựng lên phân cảnh đó. Mielziner xác nhận rằng một cảnh có thể được dùng cho phân cảnh trên sân khấu và dùng được cho phân cảnh hậu trường, nhưng điều này sẽ rất tốn kém.Vào tháng tám năm 1952,  Hammerstein bắt đầu phác thảo cốt truyện; vào đầu tháng 10, bản thảo đầu tiên của ông đã gần hoàn chỉnh.Vì đây là một vở hài kịch, cặp đôi này đã thuê một trong những đạo diễn hài kịch hàng đầu, George Abbott, người đã chấp nhận vị trí mà không đọc kịch bản. Ông hối hận về quyết định vội vàng này ngay sau khi đọc kịch bản,nhận thấy nó vô cùng tình cảm và khoa trương. Ông tâm sự với nổi lo ngạicủa mình với cặp đôi; Đáp lại, Hammerstein cho phép ông ta thực hiện bất kỳ thay đổi nào trong kịch bản mà ông ta nghĩ là tốt nhất. Với sự cho phép của Hammerstein, Abbott đã thực hiện những thay đổi lớn đối với cốt truyện.
Vở chỉ có một thời gian ngắn mô tả sự hiện-trong - -. Lo sợ sẽ không nhàm chán, Abbott hy vọng rằng một số điểm nổi bật sẽ được cấp khi hiện-trong-the-như chưa chỉ một thời gian ngắn mô tả bởi Vở là thịt ra. Theo giả và nhà soạn nhạc Ethan Mordden trong cuốn sách về bộ phim anh đang làm việc, Vở nghĩ rằng những hiện-trong-the-chỉ là: